# Hockeria atra
Hockeria atra är en stekelart som beskrevs av Masi 1929. Hockeria atra ingår i släktet Hockeria och familjen bredlårsteklar. Inga underarter finns listade i Catalogue of Life.